# Martinique Surf Pro
Le Martinique Surf Pro est une compétition internationale de surf qui se déroule chaque année au mois d'avril à Basse-Pointe en Martinique. Elle a été créée en 2015 par deux Martiniquais, Nicolas Clémenté et Nicolas Ursulet. Il s'agit de la seule compétition caribéenne de la World Surf League, le championnat du monde de surf. Elle est inscrite au calendrier des World Qualifying Series, la ligue d'accès au circuit d'élite WSL, le Championship Tour.

## Histoire
Le 1er décembre 2014, une étape martiniquaise est inscrite au calendrier des World Qualifying Series 2015. Deux mois plus tard, la compétition est confirmée avec un label QS3000 (3000 points et 100.000 US$ de primes).
La première édition se déroule du 19 au 26 avril 2015 et voit s'affronter 106 surfeurs de 20 nationalités différentes.
Faute de financement de la ville d'accueil, l'édition 2019 n'était plus prévue à Basse-Pointe en avril mais au Marigot sur la plage de l’Anse Charpentier, partagée avec la commune de Sainte-Marie, du 27 octobre au 2 novembre 2019. Cette édition est finalement annulée dû à un financement insuffisant de la Collectivité territoriale de Martinique.

## Spot
La compétition est organisée au Chaudron au niveau du bourg de Basse-Pointe. La vague est une longue et puissante droite.

## Palmarès
| Année | Vainqueur           | Score | Finaliste(s)        | Score(s) |
| ----- | ------------------- | ----- | ------------------- | -------- |
| 2015  | Joshua Moniz        | 17.94 | Michael February    | 16.10    |
| 2016  | Frederico Morais    | 16.66 | Gonzalo Zubizarreta | 14.30    |
| 2017  | Ricardo Christie    | 16.66 | Bino Lopes          | 15.57    |
| 2018  | Leonardo Fioravanti | 16.83 | Nat Young           | 13.00    |